# St. Johannes der Täufer (Hofheim)

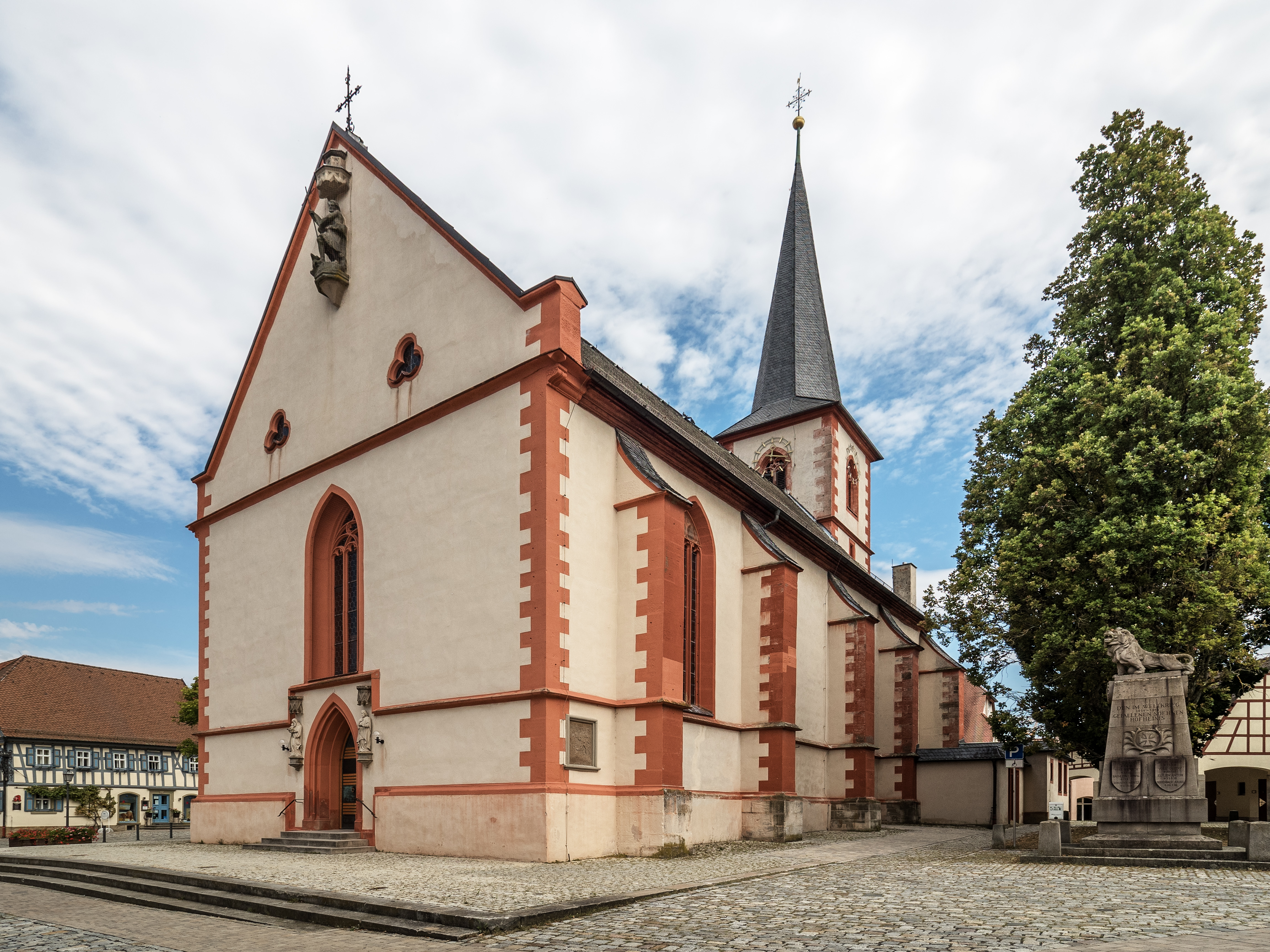
St. Johannes der Täufer (Hofheim)

Die römisch-katholische, denkmalgeschützte Pfarrkirche St. Johannes der Täufer steht in Hofheim in Unterfranken, einer Stadt im unterfränkischen Landkreis Haßberge (Bayern). Die Kirche wurde um 1520 errichtet. Die Pfarrei gehört zur Pfarreiengemeinschaft Hofheim im Dekanat Haßberge des Bistums Würzburg.

## Beschreibung

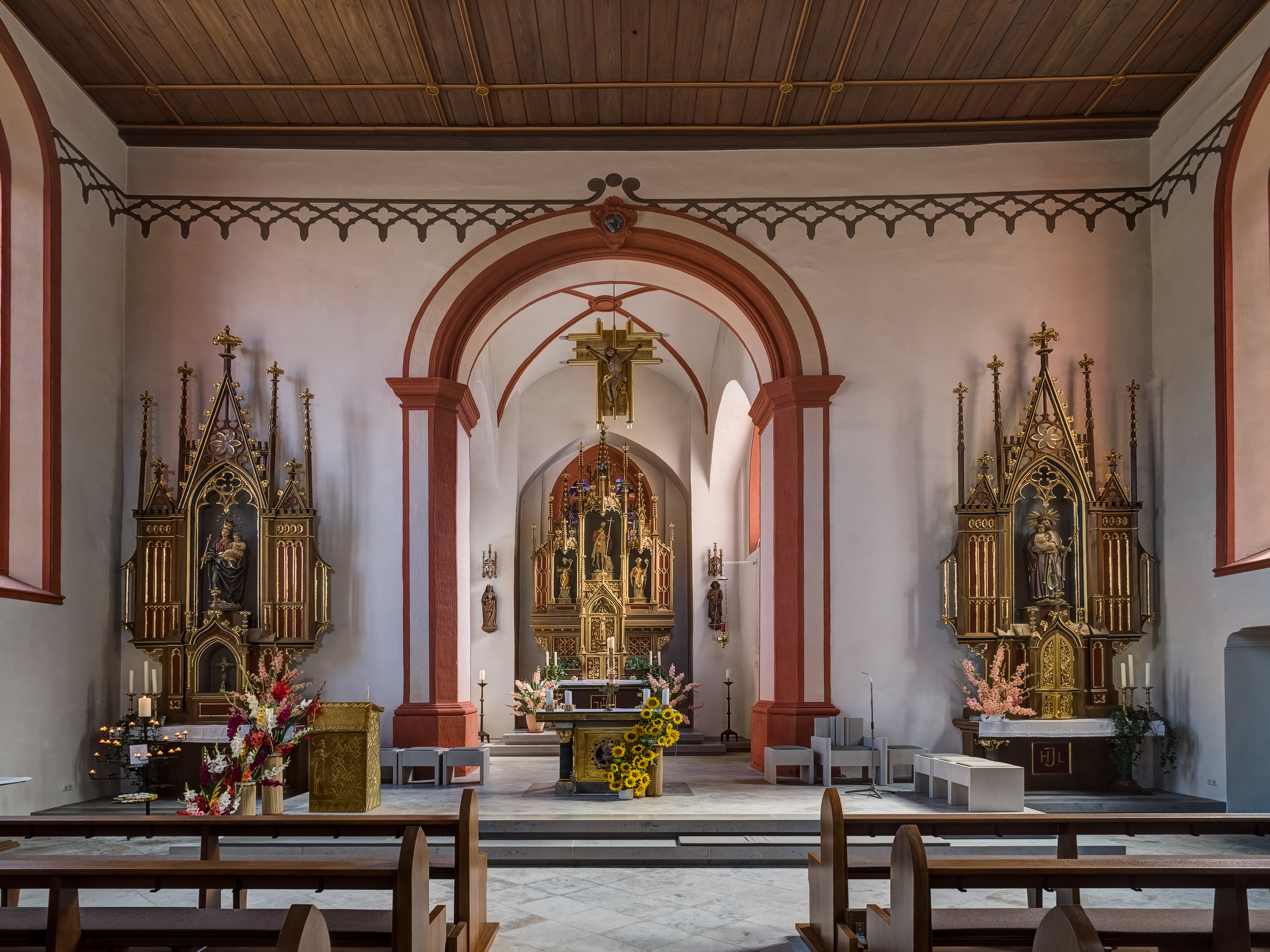
Langhaus mit Blick auf den Chor

Die spätgotische Saalkirche wurde um 1520 gebaut. Der Chorturm wurde erst 1593 an das Langhaus, dessen Wände mit Strebepfeilern gestützt werden, von Wolf Behringer im Osten angefügt. Im selben Jahr wurden Renovierungsmaßnahmen durchgeführt. Sein oberstes Geschoss beherbergt die Turmuhr und den Glockenstuhl, in dem fünf Kirchenglocken hängen. Bedeckt ist er mit einem schiefergedeckten Knickhelm. 1739/40 wurde eine barocke Fassade im Westen angebaut, dies wurde 1865 wieder rückgängig gemacht. Der Innenraum des Langhauses ist mit einer Holzbalkendecke auf Unterzügen überspannt, der des Chors, d. h. das Erdgeschoss des Chorturms, mit einem Kreuzrippengewölbe. Die Orgel auf der Empore im Westen hat 30 Register, 2 Manuale und ein Pedal und wurde 1987 von Horst Hoffmann gebaut.